# Idioma teop
Teop es una lengua del norte de Bougainville, Papúa Nueva Guinea. Se incluye dentro de las lenguas oceánicas, un subgrupo de la familia de lenguas austronesias. Según Malcolm Ross, Teop pertenece a la familia de lenguas Nehan-Bougainville, parte del grupo de lenguas salomónicas noroccidentales del grupo de lenguas mesomelanesias dentro de las lenguas oceánicas. Su pariente más cercano es Saposa.